# Coelorinchus fasciatus
Coelorinchus fasciatus är en fiskart som först beskrevs av Günther, 1878.  Coelorinchus fasciatus ingår i släktet Coelorinchus och familjen skolästfiskar. Inga underarter finns listade i Catalogue of Life.